# Faiq Cabbarov
Faiq Cabbarov (ur. 26 czerwca 1972 w Kirowabadzie) – reprezentant Azerbejdżanu w piłce nożnej w latach 1993-1998, w 1997 roku nagrodzony tytułem Piłkarza roku w Azerbejdżanie.

## Życiorys
W styczniu 2017 roku został uznany za zaginionego, gdyż jego rodzina nie miała z nim kontaktu od co najmniej trzech dni; rozpowszechniła się również informacja o jego śmierci, która okazała się nieprawdziwa.
W 2018 roku został aresztowany pod zarzutem niespłacania zaciąganych przez siebie pożyczek.

## Życie prywatne
Ma brata Sattara.